# تور أندريه يونسن
تور أندريه يونسن (بالنرويجية البوكمول: Tor Andre Johnsen)‏ هو سياسي نرويجي، ولد في 25 نوفمبر 1968. حزبياً، نشط في حزب التقدم.

## مناصب
- انتخب عضو برلمان النرويج  [لغات أخرى]‏ عن دائرة Hedmark (Storting constituency) [الإنجليزية]‏ وقد انضم خلال فترته النيابية  [لغات أخرى]‏ (1 أكتوبر 2017 – 2021)  للكتلة البرلمانية حزب التقدم.
- انتخب عضو برلمان النرويج  [لغات أخرى]‏ عن دائرة Hedmark (Storting constituency) [الإنجليزية]‏ (2013 – 2017).
- انتخب نائب عضو برلمان النرويج  [لغات أخرى]‏ عن دائرة Hedmark (Storting constituency) [الإنجليزية]‏ (2009 – 2013).
- انتخب نائب عضو برلمان النرويج  [لغات أخرى]‏ عن دائرة Hedmark (Storting constituency) [الإنجليزية]‏ (2005 – 2009).
- انتخب نائب عضو برلمان النرويج  [لغات أخرى]‏ عن دائرة Hedmark (Storting constituency) [الإنجليزية]‏ (2001 – 2005).